# Буркеня, Даниил Сергеевич
Дании́л Серге́евич Бурке́ня (20 июля 1978, Ашхабад) — российский легкоатлет, бронзовый призёр Олимпийских игр в тройном прыжке. Мастер спорта международного класса. Кавалер медали ордена «За заслуги перед Отечеством» II степени.

## Карьера
На Олимпийских играх в Сиднее Даниил участвовал в прыжках в длину, но не смог пройти в финал соревнований.
В 2001 году принял участие в чемпионате мира, в прыжках в длину занял 19-е место в квалификации и в финал не прошёл. Через год на чемпионате Европы Даниил занял 5-е место. На следующем мировом первенстве Буркеня вновь не смог выйти в финал, став 16-м в квалификации.
В 2004 Даниил решил перейти на тройной прыжок и начала тренироваться под руководством Евгения Тер-Аванесова. На чемпионате мира в помещении он стал 7-м. На Олимпиаде Буркеня прыгнул на 17,48 метров и завоевал бронзовую медаль. На всемирном легкоатлетическом финале Даниил выиграл серебро, уступив победителю афинской Олимпиады Кристиану Ульссону.
С 2005 по 2008 год Буркеня принял участие в двух чемпионатах мира, в 2005 и 2007 годах, чемпионате Европы и чемпионате мира в помещении. На мировых соревнованиях он не смог выйти в финал, на чемпионате Европы стал 6-м, а на чемпионате мира в помещении 8-м. На пекинской Олимпиаде Даниил также не смог выйти в финал, став 22-м в квалификации.

## Личная жизнь
Окончил Российский государственный университет нефти и газа.